# نهب المساعدات في معبر كرم أبو سالم
في 16 نوفمبر 2024، داهمت عصابات مسلحة قافلة تضم 109 شاحنة مساعدات تابعة للأمم المتحدة ونهبت 98 شاحنة منها، بالقرب من المنشآت العسكرية الإسرائيلية عند معبر كرم أبو سالم الحدودي في قطاع غزة. ألقى الجناة قنابل يدوية واحتجزوا سائقي الشاحنات تحت تهديد السلاح، وأجبروهم على تفريغ مساعداتهم، ووفقًا لمذكرة الأمم المتحدة فإن الجناة ربما تمتعوا بحماية الجيش الإسرائيلي. أدى هذا الحادث إلى تفاقم الأزمة الإنسانية في غزة.  وقد وصفت الأونروا الحادث بأنه "من بين أسوأ" الحوادث من نوعها. 

## خلفية
أسفرت حرب غزة والحصار الإسرائيلي لقطاع غزة عن أزمة إنسانية في قطاع غزة. في أوائل نوفمبر 2024، حذر فريق مدعوم من الأمم المتحدة من أن غزة بأكملها تواجه خطر المجاعة الوشيكة بين نوفمبر 2024 وأبريل 2025، مع كون الشمال هو الأكثر عرضة للخطر.  قيّد الحصار الإسرائيلي بشدة دخول شاحنات المساعدات إلى قطاع غزة. أدى استهداف إسرائيل لضباط الشرطة المدنيين الذين كانوا مسؤولين عن حراسة القوافل الإنسانية إلى بدء انهيار النظام المدني بحلول فبراير 2024. وأدى ذلك إلى زيادة اقتحام المدنيين والمجرمين للشاحنات وسرقة الإمدادات من الأمم المتحدة، مما أبطأ عمليات تسليم المساعدات إلى قطاع غزة. أدى الاستيلاء الإسرائيلي على معبر رفح الحدودي مع مصر وإغلاقه في مايو 2024، في أعقاب هجوم رفح، إلى تقليل عدد شاحنات المساعدات التي تدخل غزة بشكل كبير ونقل معظم حركة المرور الإنساني إلى معبر كرم أبو سالم الحدودي الذي تسيطر عليه إسرائيل.  أكد مسؤولو الدفاع أن جيش الاحتلال الإسرائيلي على علم بأعمال نهب قوافل المساعدات، وفي مرحلة ما نظرت الحكومة الإسرائيلية في نقل مسؤولية توزيع المساعدات إلى العشائر المحلية التي لعبت دورًا في نهب القوافل. 
أفادت الأمم المتحدة ومنظمات الإغاثة الإنسانية الدولية بخسارة ما قيمته 25.5 مليون دولار أمريكي من المساعدات الإنسانية بسبب النهب. 

## الحادثة
في ليلة السادس عشر من نوفمبر لعام 2024، وقع هجوم بالقرب من معبر كرم أبو سالم الحدودي شديد التحصين، والذي تسيطر عليه إسرائيل في قطاع غزة.
كان من المقرر أن تدخل قافلة مساعدات إلى غزة في السابع عشر من نوفمبر، إلا أن جيش الاحتلال الإسرائيلي أصدر تعليماته لها "بالمغادرة في غضون مهلة قصيرة عبر طريق غير مألوف" في 16 نوفمبر، مانحًا السائقين ثلاثين دقيقة للمغادرة.  وفي الطريق غير المألوف تعرضت القافلة لكمين نصبه مسلحون خلال الليل، حيث أطلق المهاجمون النار على إطارات الشاحنات لإيقافها ونهبها.  كما ألقوا قنابل يدوية واحتجاز السائقين تحت تهديد السلاح، وأفادت تقارير بأن بعضهم تعرض لإطلاق النار، مما أجبرهم على تفريغ حمولتهم من المساعدات.  وفي حوادث سابقة، قتلت العصابات بعض السائقين وضربت واختطفت آخرين وأتلفت شاحناتهم.  ذكرت وكالة الأونروا أن اللصوص أطلقوا النار على الشاحنات واحتجزوا سائقًا لساعات، بالإضافة إلى تسببهم في "إصابات للناقلين" و"أضرار جسيمة في المركبات". وقد أثارت هذه الحادثة حالة من الارتباك بين الفلسطينيين المحليين، الذين أعربوا عن استغرابهم من عدم اكتشاف العديد من المسلحين في منطقة تخضع لمراقبة مشددة.
وصرحت لويز ووتريدج، المتحدثة باسم الأونروا، أن إحدى عشرة شاحنة مساعدات فقط من أصل 109 شاحنة وصلت إلى وجهتها في غزة. وأشارت أيضًا إلى أن السلطات الإسرائيلية "تواصل فرض قيود هائلة على الاستجابة الإنسانية" لغزة. ولم تتلق الأونروا معلومات عن عدد الضحايا وأنواع الإصابات التي تعرض لها سائقو الشاحنات. 

## الجناة
ذكرت الأونروا أنها لم تتمكن من تحديد هوية الجناة بسبب "الانهيار الكامل للنظام المدني". وبحسب مذكرة داخلية صادرة عن الأمم المتحدة، فإن العصابات في قطاع غزة "قد تستفيد من إحسان سلبي إن لم يكن إيجابيًا" أو "حماية" من قوات الاحتلال الإسرائيلية. وذكرت الأمم المتحدة أيضًا أن زعيم عصابة أنشأ "مجمعًا يشبه الجيش" في منطقة "مقيدة وخاضعة لسيطرة ودوريات جيش الاحتلال الإسرائيلي". وذكر شاهد عيان أنه رأى رجل عصابات مسلحًا ببندقية أيه كيه-47 على بعد 100 متر فقط من دبابة ميركافا إسرائيلية.  وقد قامت العصابات بعمليات تهريب السجائر، ووُصفت بأنها منافسة لحركة حماس. 
أفاد منسق الأمم المتحدة للشؤون الإنسانية في الأراضي الفلسطينية المحتلة مهند هادي أن غزة خارجة عن القانون بشكل أساسي وأن إسرائيل هي "القوة المحتلة"، وبالتالي فإن الحادث "يقع على عاتقهم" لفشلهم في ضمان حماية المنطقة وأمنها. 
وعلى عكس مزاعم إسرائيل بأن حماس تسرق المساعدات، أكد مسؤول أمريكي أن حماس ليست مسؤولة عن الهجمات. وأفاد مسؤول في مجال المساعدات الدولية بأنه لا يوجد دليل على "تدخل مادي من جانب حماس" في أي مكان في شمال أو جنوب غزة. 

## ما بعد الحادثة
في أعقاب الحادث، ذكرت وزارة الداخلية في غزة أن حماس، بالتعاون مع اللجان القبلية، وسعت عملياتها التي تستهدف "العصابات" المتهمة بنهب الشاحنات التي تجلب المساعدات إلى غزة. وقالت إنه قُتل 20 شخصًا كانوا متورطين في نهب قافلة المساعدات بالقرب من معبر كرم أبو سالم الحدودي.  وذكرت حماس أنه سيتم التعامل مع أي شخص يتم ضبطه وهو يشارك في أعمال نهب مماثلة بـ "قبضة من حديد". 

## ردود الفعل
- الأونروا أكد المفوض العام للأونروا فيليب لازاريني وقوع أعمال النهب وصرح بأن "لقد كنا نحذر منذ وقت طويل من الانهيار التام للنظام المدني" في غزة. ألقت الأونروا باللوم في الحادث على انهيار القانون والنظام الناجم عن نهج السلطات الإسرائيلية.
- الولايات المتحدة وصف المتحدث باسم وزارة الخارجية الأمريكية ماثيو ميلر أعمال النهب بأنها "بغيضة" وألقى باللوم عليها في "الانهيار العام" للأمن في غزة، والذي قال إن "جيش الاحتلال الإسرائيلي يتحمل بالتأكيد جزءًا من اللوم عنه.
- أدانت القوى الوطنية والإسلامية الفلسطينية أعمال النهب التي قام بها "اللصوص المجرمون الذين يعطلون أمن جبهتنا الداخلية ويسرقون أرزاق ومأكل ودواء مواطنينا".